# Auteuil (Yvelines)
Auteuil település Franciaországban, Yvelines megyében. Lakosainak száma 1005 fő (2022. január 1.). Auteuil Marcq, Autouillet, Boissy-sans-Avoir, Saulx-Marchais és Vicq községekkel határos.

## Népesség
A település népességének változása:
| Lakosok száma | 893  | 921  | 957  | 955  | 969  | 967  | 976  | 991  | 1005 |
|               | 2013 | 2015 | 2016 | 2017 | 2018 | 2019 | 2020 | 2021 | 2022 |